# Kanadische Badmintonmeisterschaft 2006
Die Kanadische Badmintonmeisterschaft 2006 fand vom 1. bis zum 4. Februar 2006 in Calgary statt.

## Medaillengewinner
| Disziplin    | Gold                        | Silber                            | Bronze                         |
| ------------ | --------------------------- | --------------------------------- | ------------------------------ |
| Herreneinzel | Andrew Dabeka               | Bobby Milroy                      | Stephan Wojcikiewicz           |
| Herreneinzel | Andrew Dabeka               | Bobby Milroy                      | Kyle Foley                     |
| Dameneinzel  | Charmaine Reid              | Anna Rice                         | Florence Lavoie                |
| Dameneinzel  | Charmaine Reid              | Anna Rice                         | Sarah MacMaster                |
| Herrendoppel | Mike Beres William Milroy   | Philippe Bourret Mathieu Laforest | Kyle Foley Brody Hilland       |
| Herrendoppel | Mike Beres William Milroy   | Philippe Bourret Mathieu Laforest | Alvin Lau Toby Ng              |
| Damendoppel  | Charmaine Reid Helen Nichol | Tammy Sun Lyndsay Smith           | Amélie Felx Florence Lavoie    |
| Damendoppel  | Charmaine Reid Helen Nichol | Tammy Sun Lyndsay Smith           | Chloe Lennox Nancy Desaulniers |
| Mixed        | Mike Beres Valérie Loker    | William Milroy Tammy Sun          | Philippe Bourret Helen Nichol  |
| Mixed        | Mike Beres Valérie Loker    | William Milroy Tammy Sun          | Tom Lucas-Piché Amélie Felx    |